# Sylvibracon rufithorax
Sylvibracon rufithorax är en stekelart som först beskrevs av Szepligeti 1914.  Sylvibracon rufithorax ingår i släktet Sylvibracon och familjen bracksteklar. Inga underarter finns listade i Catalogue of Life.